# 天下第一拳
《天下第一拳》 是一部1972年郑昌和導演的香港功夫兼剧情片，由罗烈、汪萍領銜主演；故事讲述一个人到了新的武馆学习，结果却和当地恶派百武馆产生了矛盾的故事。该电影在欧美获得商业放映并获得成功的功夫片，是为当年全美七大卖座电影之一。

## 劇情簡介
在一次被人偷袭中，一个老师父认为自己老了，不能再教授徒弟，于是便让徒弟拜别人为师。
其后，其弟子赵志豪来到了之前师父指定的地方去练武，不过虽说最初一切都很正常，虽说其师兄也总是喜欢欺负他，但是在一次意外中，他却和百武馆发生了矛盾。
随后，百武馆开始棕各种方式来找赵志豪等人的麻烦，不仅如此，他们还让日本人来帮助他们。
在这之后他们还分别杀死了赵志豪的两位师父以及大师兄。
而最后，作恶多端的百武馆还是被赵志豪击败了，不仅如此，他还打败了和百武馆合作的日本人。

## 演员
- 罗烈
- 田丰
- 汪萍
- 詹森
- 南宫勋
- 王青
- 林源
- 伍元勳
- 余袁稳
- 龙逸升
- 胡波
- 金天柱
- 王清河
- 徐发
- 罗强
- 江全
- 卢慧
- 黎恩
- 杨柏尘
- 戚毅雄
- 李钊
- 张石庵
- 杨斯
- 房勉
- 陈凤真
- 刘家荣
- 袁信义
- 佟林
- 钱似莺
- 朱由高
- 金琪珠
- 曾楚霖
- 任世官
- 张作舟
- 赵雄
- 顾文宗

## 职员表
- 导演:张彻
- 编剧: 江阳
- 制片人:邵逸夫
- 音乐:陈勋奇 、吴大江
- 剪辑:姜兴隆、樊恭荣
- 美术 :陈其锐
- 其它 :王永华

## 備註
1. ↑  . 武侠电影网.   [2115-12-24]. （原始内容存档于2016-03-04）.
2. ↑  . 中国网. 2013-01-06  [2016-05-18]. （原始内容存档于2016-10-14）.
3. ↑  . 中評電訊. 2014-01-09  [2015-12-24]. （原始内容存档于2020-08-25）.
4. ↑  Greenspun, Roger (March 22, 1973). "Film: '5 Fingers of Death （页面存档备份，存于）'". The New York Times. 54.

## 相關連結
- 豆瓣电影上《天下第一拳》的資料 （简体中文）
- 互联网电影数据库（IMDb）上《天下第一拳》的资料（英文）
- 时光网上《天下第一拳》的資料（简体中文）